# Blat (politica)
Il termine blat (russo: блат, blat, dalla parola yiddish blat a sua volta dal tedesco Blatt: pagina, foglia) veniva utilizzato in Unione Sovietica per denotare l'uso di forme d'accordo informali, contatti tra partiti o affari conclusi nel mercato nero per ottenere maggiori vantaggi.
In Unione Sovietica le aziende spesso dovevano contare su persone con contatti influenti che potessero usare il blat per aiutarli a raggiungere le quote dei piani quinquennali. Con il termine Blatnoj (russo: блатной, blatnoj) si indicava una persona che aveva ottenuto un lavoro o era entrato in università grazie a contatti personali (blat) oppure all'aver fatto regali e doni. Era infatti molto difficile riuscire ad ottenere un buon lavoro (soprattutto nella parte alta della piramide gerarchica) o entrare in una prestigiosa università senza raccomandazioni o referenze influenti. Il termine blat è dunque traducibile, in un'accezione negativa, con corruzione.

## Origini del concetto
Il concetto di "blat" venne introdotto da Caterina II durante il reinsediamento dei tedeschi in Russia, ai quali vennero concessi terre e alcuni privilegi come l'esonero dalle pene corporali, dai lavori forzati, dal servizio di leva e così via. Tutto ciò veniva scritto su un documento rilasciato a tutti gli immigrati e ai nuovi nati. Poiché Caterina II era tedesca, questo documento era chiamato блат (dal tedesco Blatt — foglio); di conseguenza coloro che possedevano tale documento cominciarono a essere chiamati блатные. Siccome la lingua yidish e quella tedesca presentano alcune somiglianze, il blat cominciava a essere utilizzato impropriamente nel mondo criminale ebraico, fuorviando così le forze dell'ordine. Così la parola blat è entrata nel gergo criminale, allontanandosi dal suo reale significato.
Probabilmente deriva dal biblico "балат" בַּלָּאט см. Викисловарь, che significa "silenziosamente, di nascosto" e si incontra nel "Libro dei Giudici" 4:21 שופטים ד כא см.Викисловарь:"Ma Giaele, moglie di Eber, prese un picchetto della tenda, prese in mano il martello, venne pian piano a lui e gli conficcò il picchetto nella tempia fino a farlo penetrare in terra. Egli era profondamente addormentato e sfinito; così morì." Книга Судей 4:21. Compare anche nella sezione "הלכות עבודה זרה וחוקות הגויים" "Paganesimo e leggi dei goy" della Mishneh Torah: "והוא מדבר בלאט בדברים ידועים אצלם" "Parla piano delle cose a loro note" Мишна Тора della Mishneh Torah. In yidish la scrittura biblica "בלאט" corrisponde a blat con il significato di "foglio". Tuttavia a differenza del biblico "b(a)lat" con il significato di "silenzioso", blat con il significato di foglio non ha né associazioni né significati criminali, presenti invece nella versione biblica e, più importante, nella Mishneh Torah.
Pare che questo concetto sia entrato a far parte del gergo criminale all'inizio del Novecento a Odessa. Ha iniziato a indicare le bande di criminali che vivevano secondo le leggi della malavita e le persone che, in un modo o nell'altro, erano collegate a gruppi criminali. Da qui i termini "blatnòj (vorovskoj) žargon", ovvero gergo dei malviventi, e "blatnaja (vorovskaja) muzyka, ossia musica dei malviventi.
Nella letteratura russa il termine blat venne inserito per la prima volta nel dizionario di Trachtenberg "Musica dei blat. Gergo carcerario" nel 1908.
Vocaboli corrispondenti in altre lingue:
Guanxi (Cina), Kone (Giappone), Bapakism (Indonesia)